# Miquel Munar Ques
Miquel Munar Ques (Palma, Mallorca, 1924) és un metge mallorquí. Llicenciat en medicina a la Universitat de Barcelona, ha estat professor a la Universitat de les Illes Balears i cap del Servei de Medicina Interna de l'Hospital General de Mallorca durant 24 anys, durant els quals va desenvolupar una intensa tasca investigadora en el camp de la malaltia de Corino Andrade, de la que el 1991 en va coordinar el primer trasplantament. És director del Grup d'Estudi de la polineuropatia amiloïdòtica familiar i membre de l'Estudi Multicèntric Internacional de la PAF. El 2008 va rebre el Premi Ramon Llull. El 2012 li fou atorgat el premi Rotary Mallorca «Servei a la comunitat».